# EDtv
EDtv (originalment en anglès: EDtv) és una pel·lícula de comèdia estatunidenca de 1999, dirigida per Ron Howard i protagonitzada per Matthew McConaughey, Jenna Elfman i Woody Harrelson, entre d'altres. La pel·lícula s'ha doblat al català.
La pel·lícula es va projectar fora de concurs al Festival Internacional de Cinema de Canes de 1999.

## Argument
Un canal de televisió especialitzat en reality shows decideix crear un programa on transmetin durant les 24 hores la vida d'una persona ordinària. Per a això trien a Ed Pekurny, empleat d'una botiga de vídeo, i així neix "EDtv". El programa es converteix en un èxit absolut però després d'unes setmanes la vida del seu protagonista comença a complicar-se quan s'enamora de Sheri, la promesa del seu germà Ray. Aquest, per despit, escriu un llibre en contra d'Ed i el veritable passat dels seus pares surt a la llum. Després, la constant presència de les càmeres entorpeix la seva relació amb Sheri. A sobre, quan Ed decideix acabar amb el programa, l'amo del canal no l'hi ho permet, ja que el seu contracte és irrompible.

## Repartiment
- Matthew McConaughey: Edward "Ed" Pekurny
- Jenna Elfman: Shari
- Woody Harrelson: Raymond "Ray" Pekurny
- Ellen DeGeneres: Cynthia
- Martin Landau: Al
- Sally Kirkland: Jeanette
- Elizabeth Hurley: Jill
- Rob Reiner: Mr. Whitaker
- Dennis Hopper: Henry 'Hank' Pekurny
- Viveka Davis: Marcia
- Adam Goldberg: John
- Wendle Josepher: Rita
- Merrin Dungey: Ms. Seaver
- Ian Gomez: McIlvaine
- Clint Howard: Ken
- RuPaul: ell mateix
- Rick Overton: Barry
- Gedde Watanabe: Greg
- Alexandra Holden: noia d'institut
- Donnie Most: Benson
- Geoffrey Blake: Keith
- Harry Shearer: moderador
- Michael Moore, Merrill Markoe i George Plimpton: membres del panell
- Bill Maher: ell mateix
- Jay Leno: ell mateix
- Arianna Huffington: ella mateixa